# Erlitoukulturen

Erlitoukulturens utbredningsområde.

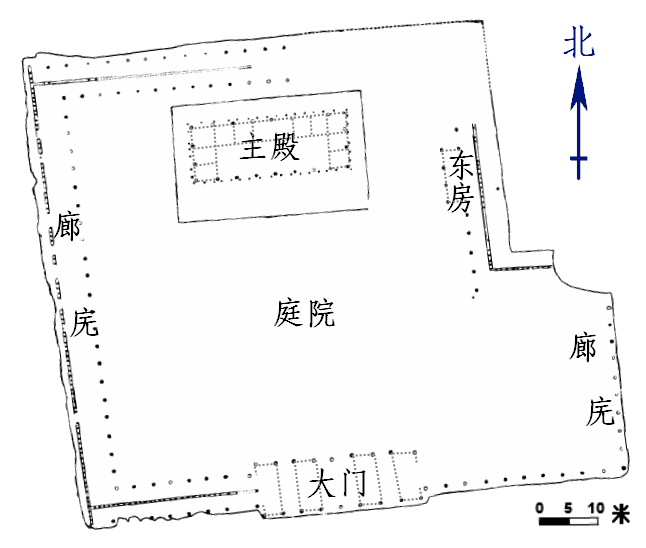
Översiktsplan av palatset vid Erlitou.

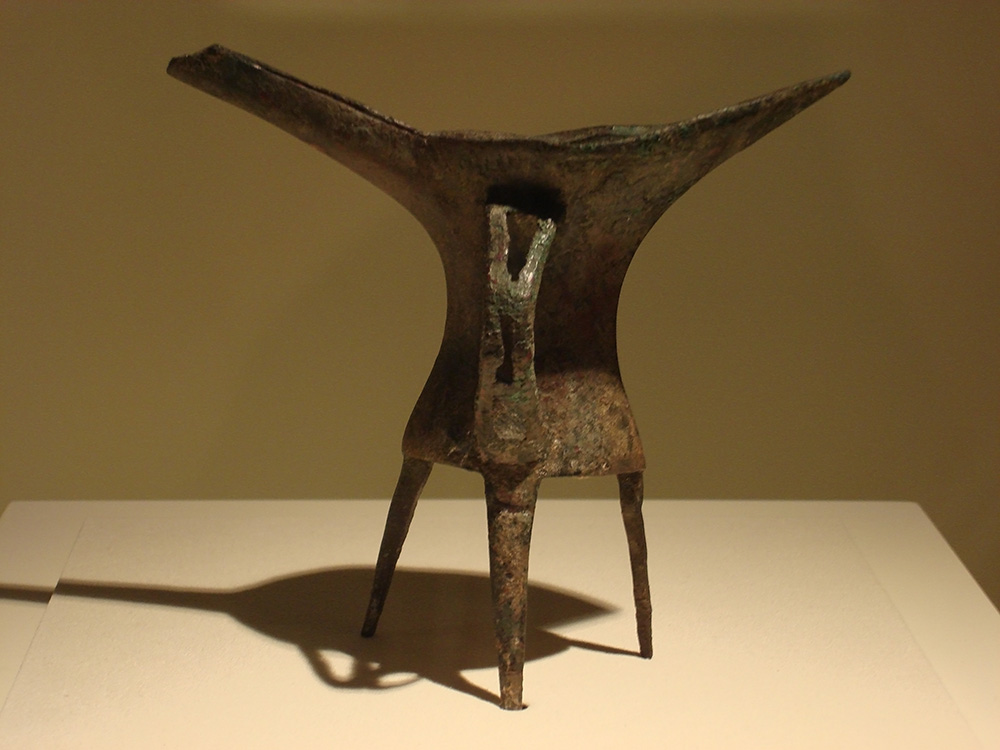
Bronskärl från Erlitou, utgrävd 1984.

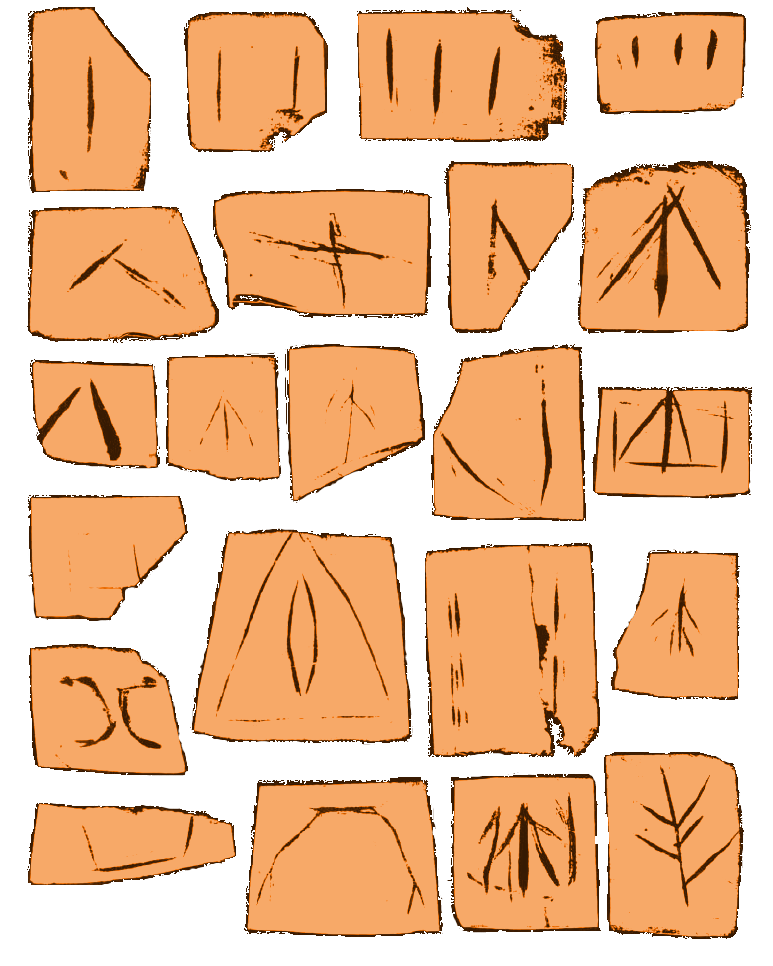
Symboler på keramikskärvor utgrävda vid Erlitou.

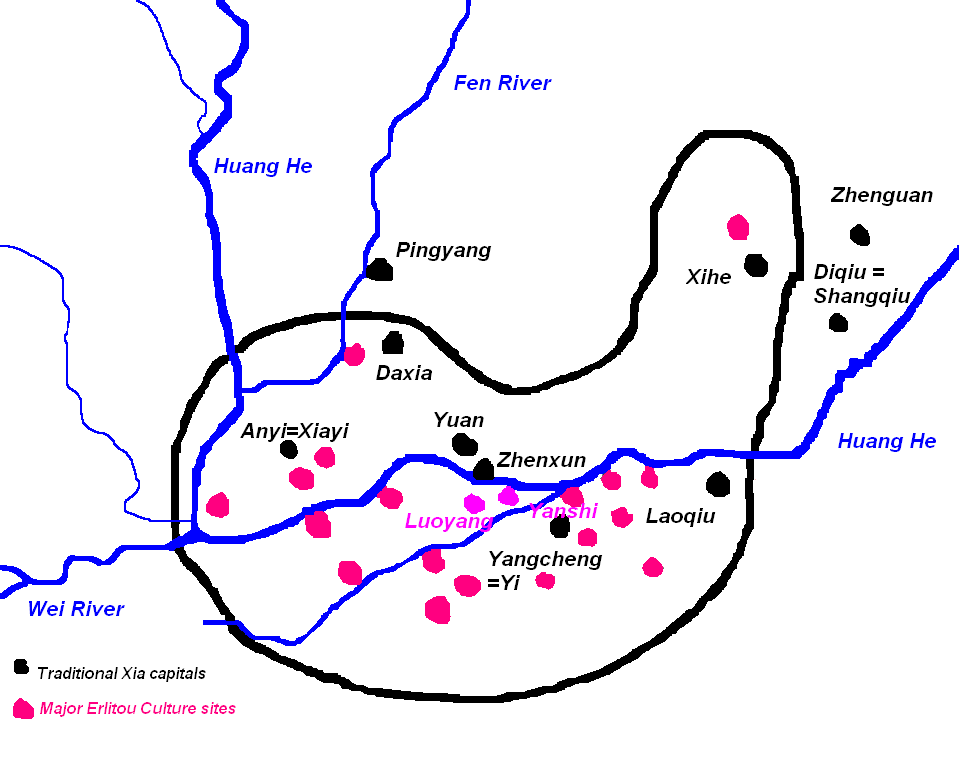
Fyndplatser kopplade till Erlitoukulturen är markerade med röd punkt.

Erlitoukulturen (二里頭文化; Èrlǐtou wénhuà) var en tidig bronsålderskultur som existerade kring Gula floden i Henan i Kina. Kulturen har fått sitt namn efter dess huvudsakliga fyndplats vid Erlitou. Kulturen är daterad till tidsperioden 1750 f.Kr. till 1530 f.Kr. Fyndplatsen vid Erlitou hittades 1959 av Xu Xusheng ca 20 km öster om dagens centrum av Luoyang och 9 km sydväst om Yanshi vid södra staden av Luofloden. Rent generellt kopplas Erlitoukulturen till Xiadynastin av kinesiska arkeologer, även om det inte finns konkreta bevis i form av till exempel skriftliga dokument för att styrka kopplingen.
Utgrävningsområdet är 2 400 m i nord- sydlig riktning och 1 900 m i öst- västlig riktning.
Utgrävningarna vid Erlitou har visat en stad med fyra huvudsakliga vägar orienterade i form av "井"  och en stadslayout med en central axel. Staden hade ingen yttre stadsmur, men ett kungligt palats i sydöstra delen omgivet av murar med portar. Palatsområdet upptar 120 000 m².
Söder om palatset fanns en bronsgjutningsverkstad på 10 000 m². Många adliga gravar har hittats inom palatsområdet med omsorgsfullt utarbetat gravgods. Gravarna innehöll föremål av brons, jade, glaserad och oglaserad keramik och snäckskal. Totalt har 400 gravar hittats i området.

## Skrivtecken
Vid utgrävningarna av Erlitou har det hittats keramikföremål med olika graverade tecken. Vissa symboler tros vara numeriska och kan vara siffror. Andra symboler har tydliga kopplingar med Orakelbensskriften (från ungefär 1300 f.Kr.) och representerar ord.

## Datering
Staden vid Erlitou har byggts upp under fyra olika faser (I, II, III och IV). Fas I är huvudsakligen kulturella föremål och spridda byggnader, och det är osäkert om det då var en samlad stad eller en samling bosättningar. Under fas II byggdes palatset och en stor del av byggnaderna. Under fas II var kulturen i en blomstringsperiod. Blomstringstiden fortsatte in i fas III och i Fas III byggdes bronsgjutningsverkstaden och de större vägarna. Under fas IV expanderades palatset och bronsvapen började användas.
Det finns olika teorier om vilken eller vilka av dessa faser som hör till Xia- respektive Shangdynastin. Vid flera tillfällen har Kol 14-mätningar utförs på fynd från Erlitou, och mätningarna pekar på att gränsen mellan Xia och Shang sammanfaller med övergången mellan Fas II och Fas III.
Kol 14-mätningar utförda 1974 till 1978 gav mycket spridda dateringar, och 1980 till 1983 gjordes ytterligare Kol 14-mätningar som daterade Erlitoufynden (alla faser) till tidsspannet 1900 f.Kr. till 1500 f.Kr.. Mätningar utförda 1983 till 1991 med betydligt lägre felmarginal än tidigare mätningar placerade de fyra faserna till perioden 1880 f.Kr. till 1520 f.Kr. 2005 publicerades nya data som snävade upp tidsspannet för alla fyra faserna till 1750 f.Kr. till 1530 f.Kr.
Sammantaget dateras faserna enligt nedan:
- Fas I: 1735 f.Kr. till 1705 f.Kr. (startar som tidigast 1750 f.Kr.)
- Fas II: 1740 f.Kr. till 1590 f.Kr.
- Fas III: 1610 f.Kr. till 1555 f.Kr.
- Fas IV: 1565 f.Kr. till 1530 f.Kr.

Inom utgrävningsområdet finns även äldre lämningar från Yangshaokulturen och Longshankulturen.

## Identifiering
Det finns en konsensus bland många arkeologer att staden som är utgrävd vid Erlitou är Xiadynastins sista huvudstad Zhenxun (斟鄩, Zhēnxín), även om identifieringen inte är säkert fastställd.